# Myomyscus angolensis
Myomyscus angolensis es una especie de roedor de la familia Muridae.

## Distribución geográfica
Se encuentra en Angola y República Democrática del Congo.

## Hábitat
Su hábitat natural son: las sabanas.